# Saison 2 de Mia et moi
Chronologie
Saison 1 Saison 3
Cet article est le guide des épisodes de la deuxième saison de la série d'animation Mia et moi.

## Résumé
Mia passe ses vacances dans la ferme de son grand-père Renzo. Elle y fait la connaissance de Mario, un jeune homme qui prête main-forte à son grand-père. Elle découvre que Violetta passe des vacances chez sa mère, la comtesse di Nola, qui vit près de la ferme. Mia ouvre son livre et repart à Centopia. La paix semble régner puisque Panthéa est vaincue. La reine Mayla voit un cirque flottant qui se dirige vers Centopia. Son propriétaire, Rixel, elfe grotesque à l'air sympathique, invite les Centopiens à son spectacle. Mais si le roi Raynor et sa femme lui accordent leur confiance, Mia, Yuko et Mo conservent des craintes. Rixel est en fait un antagoniste au service du chef des elfes noirs, chargé de capturer Onchao. Rixel s'allie avec Gargonna, la chef des armées de Panthéa. Pendant le spectacle, les elfes remarquent que Rixel hypnotise ses animaux à l'aide d'une potion. Ils parviennent à en sauver quelques-uns, mais ne réussissent pas à libérer Gurga, le dragon de Rixel qui a le pouvoir de créer des soldats de feu. Pour rompre l'enchantement, Mia et ses amis vont chercher de l'aide auprès de la druide Tessandra et de son fils Simo, qui vivent dans la forêt du Bois Maudit. Tessandra peut créer un remède à partir d'une goutte d'eau d'arc-en ciel, ingrédient qui ne se trouve que sur l'Île-Arc-En-Ciel. Pour accéder à cette île, il faut rassembler les anneaux de la couronne d'Ono, le roi des licornes et père d'Onchao. Dans le monde réel, Mia casse son bracelet par accident et Violetta, le 3e personnage connaissant la vraie nature de Mia en récupère un morceau : elle a désormais son propre artefact, un collier, qui lui permet d'aller à Centopia. Elle se présente aux elfes sous le nom de Varia, et devient l’espionne de Rixel. Mario sera le 4e personnage au courant de l'existence de Centopia. À la suite d'un conflit entre Violetta et sa mère, qui veut empêcher sa fille de retourner vivre chez son père, Violetta se réfugie à Centopia et jette son collier dans la rivière. Elle est raisonnée par Mia avec qui elle se réconcilie, et quitte sa mère pour retrouver son père. Elle passe par ailleurs dans le camp des elfes. L'elfe noir est intouchable, mais lorsque Mia et ses amis s'en rendent compte, ils utilisent la potion sur celui-ci, qui sera vaincu. Mia remporte la victoire du rodéo dans le monde réel et Mia, son papi, sa mamie et Mario fêtent alors la victoire.

## Épisodes

### Épisode 1: Un mystérieux visiteur
Mia revoit son grand-père et son assistant Mario. Entretemps, à Centopia, il y a un nouvel ennemi nommé Rixel.

### Épisode 2: Un cirque époustouflant
Violetta refait son apparition.

### Épisode 3: Une soupe bien poivrée
Mia, son grand-père et Mario dérobent les pommes dans le verger de la famille Di Nola. À Centopia, les elfes trouvent enfin le moyen de se protéger de Rixel et de Gargona

### Épisode 4: Dragons en danger
les Elfes protègent les dragons face aux combines malfaisantes de Rixel et de Gargona

### Épisode 5: Le charme discret du fantôme du Bois-Maudit
Simo, un elfe, guette sur nos amis.

### Épisode 6: La galerie secrète
Nos protagonistes protègent les animaux face à Rixel.

### Épisode 7: Le secret des plantes grimpantes
Connaissance avec Simo, un elfe qui guette dans les bois.

### Épisode 8: La couronne du roi licorne
Onchao fait connaissance avec d'autres licornes.

### Épisode 9: Les anneaux de la  couronne
Nos protagonistes retrouvent les anneaux avant Rixel et Gargonna.

### Épisode 10: Danse avec les étoiles
Les étoiles dans les airs de la nuit assistées par nos protagonistes.

### Épisode 11: Un colocataire indésirable
Une participation au concours du rodéo mais Mia et Mario doivent récupérer des papiers de Saphir, le cheval qui est sauvé de l’abattoir rejeté par les Di Nola.

### Épisode 12: Le jour de l'amitié
Les miroirs qui dévoilent les proches.

### Épisode 13: Le masque du passé
Le masque de Panthéa est découvert dans l'ancien territoire de celle-ci.

### Épisode 14: Le Bolobo siffleur
Le père de Violetta est un homme honnête et sincère.

### Épisode 15: Bienvenue Varia
Violetta est entrée à Centopia grâce à un morceau de bracelet de Mia et utilise le nom de Varia.

### Épisode 16: La traversée du pont arc-en-ciel
Le territoire arc-en-ciel est le pouvoir de traduire les licornes.

### Épisode 17: L'échange
Violetta cache ses relations à Mario et sa mère n'est pas d'accord avec ce jeune homme.

### Épisode 18: Les fleurs de Panthéa
Une boutique de costume est arrivée.

### Épisode 19: La quête de la fleur de feu
Après la pêche de Mia, elle et ses proches aident les Di Nola car ceux-ci qui sont en panne.

### Épisode 20: En route pour le nord
Le territoire glacé exploré par les protagonistes.

### Épisode 21: Le roi des licornes
Les Di Nola cherchent à obtenir la ferme. À Centopia Mia retrouve le roi des licornes. 

### Épisode 22: La source Arc-en-ciel
Mia se fâche avec Mario en croyant qu'il est en relation avec Violetta.
Et c'est là que Mario découvre la nature de Mia.

### Épisode 23: Un aller simple
Violetta se dispute avec sa mère en raison du sujet de son père et c'est alors que Violetta fugue pour Centopia.

### Épisode 24: Les deux visages de Varia
Mia va se rendre compte du vocabulaire, du comportement et le caractère de Varia qui n'est autre que celui de Violetta.

### Épisode 25: Un pour tous, tous pour Gurga
Mia raisonne Violetta au sujet de son père pour qu'elle le retrouve. Ensuite Violetta et Mia se réconcilient. Tandis que Rixel et Gargonna ont manipulé une licorne.

### Épisode 26: Briser la malédiction
Le combat final face aux antagonistes. Et tous les personnages font leur dernière apparition de la saison sauf Violetta et son père.